# Mia Couto
Mia Couto, född 5 juli 1955 i Beira som António Emílio Leite Couto, är en moçambikisk författare. Han skriver en sorts kriminalromaner, där roten till brotten ligger i kolonialismen och befrielsekriget.

## Biografi
Coutos föräldrar var portugiser som immigrerat till Moçambique. Fadern Fernando Couto var född i Rio Tinto (Gondomar) i norra Portugal. 1972 flyttade Couto till Lourenço Marques och började studera medicin men valde sedan journalistiken. Sedan landet blivit självständigt blev han chef för en nyhetsbyrå och chefredaktör för två tidningar. 1985 lämnade han sina tjänster och började studera biologi vid Eduardo Mondlane-universitetet i Maputo. I dag arbetar han förutom med sitt författarskap också som biolog och ekolog med undersökningar kring ekologi- och miljöfrågor i Moçambique.

## Författarskap
Mia Couto har en poetisk stil som flätar samman muntligt berättande med modernt litterärt formspråk och folksägner med samtida politiska händelser. Han har en stark känsla för författarens moraliska roll mot girighet, våld och lögner. Han anses ofta som en företrädare för genren magisk realism.
Tre av Mia Coutos romaner, Sömngångarland (1995), Under frangipaniträdet (1997) och Flamingons sista flykt (2002) har getts ut på Ordfront översatta till svenska av Marianne Eyre. Romanen Sjöjungfruns andra fot gavs ut 2010 av bokförlaget Leopard, översatt av Irene Anderberg. I denna roman löper två berättelser parallellt: den portugisiske jesuiten som 1560 kommer för att kristna landet och det afroamerikanska paret som i nutid kommer till Moçambique med biståndspengar.

## Verk översatta till svenska
- Sömngångarland, 1995 (Terra sonâmbula)
- Under frangipaniträdet, 1997 (A varanda do frangipani)
- Flamingons sista flykt, 2002 (O último voo do flamingo)
- Sjöjungfruns andra fot, 2010 (O outro pé da sereia)
- Havet vill ha mig, 2019 (Mar me queer)
- Gift från Gud, botemedel från Djävulen, 2020 (Venenos de deus, remédio do diabo)
- Den elegante terroristen, 2022 (O terrorista elegante e outras histórias)

## Utmärkelser
- 2013 – Camões pris
- 2014 – Neustadtpriset